# Piraterie juive
 (mars 2017).

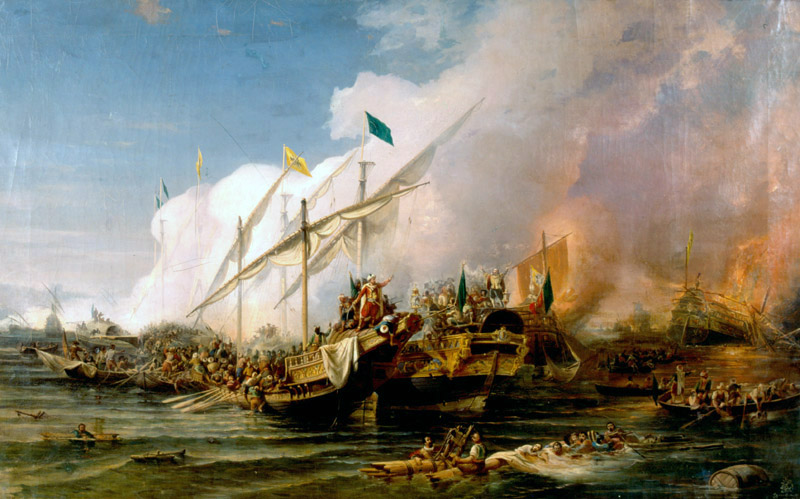
Barbarossa Hayreddin Pasha défait la Ligue sainte de Charles V sous le commandement d’Andrea Doria à la Bataille de Preveza (1538)

La piraterie juive est un phénomène apparu à la suite du décret de l'Alhambra de 1492 qui marque l'expulsion des Juifs de la péninsule Ibérique.

## Histoire
Parmi les pirates juifs célèbres, on compte Sinan Reis, pour le compte de l'Empire ottoman, Samuel Pallache ou Yaakov Koriel.

### Sinan Reis
Confondant plusieurs homonymes, l'auteur Edward Kritzler attribue à Sinan Reis, un corsaire barbaresque appelé « le grand juif » par les Espagnols, diverses actions et éléments biographiques appartenant à l'amiral homonyme Sinan Pacha ou à d'autres personnages.